# 香川県道147号太田上町志度線
香川県道147号太田上町志度線（かがわけんどう147ごう おおたかみまちしどせん）は、香川県高松市からさぬき市に至る一般県道である。

## 概要
高松市の中心外街地（住宅地・商用地）として発展してきた太田からさぬき市の市役所在地である志度までをつなぐ一般県道である。
当県道のバイパス区間は4車線道路で、先行して開通した東側部分は旧高松空港跡地に開発された香川インテリジェントパークを貫いている。2017年（平成29年）2月に国道193号（空港通り）から多肥小学校西まで開通した。当初は香川県道166号岩崎高松線まで暫定2車線で、その後同年9月に、既存の市道を拡幅した香川県道280号高松香川線から空港通りまでの西行きを除いて片側2車線となったが、同区間は既存市道にあった電柱の移転ができず、右側1車線を塞いでいた。その後電柱の移動がなされ、2018年（平成30年）2月2日にようやく全面供用された。
バイパス区間の東端は、2018年（平成30年）4月には六条工区において一部区間が併用を開始され、太田上町志度線本線へと接続した。現在は、香川県道10号高松長尾大内線(さぬき東街道)まで延伸する工事が行われている。
起点である太田上町南交差点から下多肥交差点までのことでん太田駅構内踏切前後となる区間は片側一車線（対向二車線）として整備されているものの車線幅および路側帯幅が通常の県道よりも狭小である。しかし、同区間はそれに反して駅前の通りである事から歩行者数もそこそこあるため規制速度は30 km/hとなっている。当然の事ながら同区間は歩行の際も注意が必要である。
木田郡三木町からさぬき市志度の市町境にある峰堂峠の前後区間は無車線かつ路側帯も起点付近幅程のものが片側しかとられないほど幅員が狭小であり、大型車の通行は実質上禁止されている。また、この区間は昔ながらの湾曲する峠道であるため、小型車・軽自動車であっても、すれ違いは困難とされスピードを出す事も好ましい事とは言えない。なお、すれ違い回避を目的とした待避所は峠内の数か所に存在するため、これを上手に利用した通行を要する。また、この区間は「異常気象時の通行規制区間」に指定されており、梅雨および台風時の大雨や冬季の道路凍結時などにおいては通行制限が敷かれる場合がある。その場合、本道の戸敷交差点から国道11号高松東バイパスを東行し、さらにさぬき三木IC前交差点を北行して香川県道38号三木牟礼線王子交差点に至り、そこから香川県道272号高松志度線志度高校南交差点に至るまでのルートが一連の迂回路となる。
実は自動車による全線踏破ができない。終点近くの志度高校南交差点付近に車両通行止めの区間（北緯34度18分59秒 東経134度10分9秒 / 北緯34.31639度 東経134.16917度）があるからである（かつては通行できていたが香川県道272号高松志度線の開通時に閉鎖された）。迂回路があるがその部分は県道指定されていない。

### 路線データ
本線
- 経路図：（google マップ）
- 起点：香川県高松市太田上町（太田上町南交差点、香川県道171号国分寺太田上町線起点、香川県道280号高松香川線交点）
- 終点：香川県さぬき市志度（志度高校北交差点、国道11号交点）

バイパス
- 経路図：（google マップ）
- 起点：香川県高松市鹿角町（字上東原24番1地先、国道193号交点）
- 終点：香川県高松市六条町（692番地先、香川県道147号太田上町志度線本線交点）
- 陸上距離：19.51 km

## 路線状況

### 愛称・通称
- サンシャイン通り：2007年（平成19年）12月28日命名（高松市：新道区間、香川大学工学部西交差点 - サンメッセ香川前交差点）

### 都市計画道路指定
- 高松市
  - 成合六条線バイパス（上東原交差点 - 六条町（高松市街地形成外環状線））
- さぬき市
  - 西志度線（志度高校北交差点 - 志度高校南交差点）

### 重複区間
- 香川県道156号西植田高松線バイパス（高松市六条町）
- 香川県道30号塩江屋島西線（高松市亀田町・亀田町交差点 - 高松市前田東町・医大西交差点）
- 香川県道42号小蓑前田東線（木田郡三木町池戸 - 高松市前田東町）
- 香川県道38号三木牟礼線（木田郡三木町井上）
- 香川県道272号高松志度線（さぬき市志度）

### 道路施設

#### 橋梁
起点から
- 上古川橋（古川・高松市）
- 六条橋（春日川・高松市）
- 小村橋（吉田川・高松市）
- 高田橋（新川・高松市）
- 岩川橋（寒国川・木田郡三木町）
- 祓川橋（玉浦川・さぬき市）

## 地理

### 通過する自治体
- 高松市
- 木田郡三木町
- 高松市
- 木田郡三木町
- さぬき市

### 交差する道路
| 交差する道路                                          | 市町村名 | 市町村名 | 交差する場所 | 交差する場所                                                                             |
| 本線                                                  | 本線     | 本線     | 本線         | 本線                                                                                     |
| ----------------------------------------------------- | -------- | -------- | ------------ | ---------------------------------------------------------------------------------------- |
| 香川県道171号国分寺太田上町線 香川県道280号高松香川線 | 高松市   | 高松市   | 太田上町     | 太田上町南交差点 / 起点                                                                  |
| 香川県道166号岩崎高松線                               | 高松市   | 高松市   | 太田上町     |                                                                                          |
| 高松市道朝日町仏生山線                                | 高松市   | 高松市   | 多肥下町     |                                                                                          |
| 高松市道                                              | 高松市   | 高松市   | 多肥下町     | 下多肥交差点                                                                             |
| 高松市道上福岡多肥下町線                              | 高松市   | 高松市   | 多肥下町     |                                                                                          |
| 香川県道43号中徳三谷高松線                            | 高松市   | 高松市   | 林町         | 青塚交差点                                                                               |
| 香川県道147号太田上町志度線 / バイパス                | 高松市   | 高松市   | 六条町       |                                                                                          |
| 香川県道156号西植田高松線 / バイパス 重複区間起点     | 高松市   | 高松市   | 六条町       |                                                                                          |
| 香川県道156号西植田高松線 / バイパス 重複区間終点     | 高松市   | 高松市   | 六条町       |                                                                                          |
| 香川県道10号高松長尾大内線                            | 高松市   | 高松市   | 下田井町     |                                                                                          |
| 香川県道30号塩江屋島西線 重複区間起点                 | 高松市   | 高松市   | 亀田町       | 亀田町交差点                                                                             |
| 香川県道30号塩江屋島西線 重複区間終点                 | 高松市   | 高松市   | 前田東町     | 医大西交差点                                                                             |
| 香川県道42号小蓑前田東線 重複区間起点                 | 木田郡   | 三木町   | 池戸         | 香川大学医学部前交差点                                                                   |
| 国道11号 / 高松東道路                                 | 木田郡   | 三木町   | 池戸         | 香川大学医学部北交差点                                                                   |
| 香川県道42号小蓑前田東線 重複区間終点                 | 高松市   | 高松市   | 前田東町     |                                                                                          |
| 国道11号 / 高松東道路                                 | 木田郡   | 三木町   | 井上         | 戸敷交差点                                                                               |
| 国道11号 / 高松東道路                                 | 木田郡   | 三木町   | 井上         | 戸敷交差点                                                                               |
| 香川県道38号三木牟礼線 重複区間起点                   | 木田郡   | 三木町   | 井上         |                                                                                          |
| 香川県道38号三木牟礼線 重複区間終点                   | 木田郡   | 三木町   | 井上         |                                                                                          |
| 香川県道272号高松志度線 重複区間起点                  | さぬき市 | さぬき市 | 志度         |                                                                                          |
| 香川県道272号高松志度線 重複区間終点                  | さぬき市 | さぬき市 | 志度         |                                                                                          |
| 国道11号                                              | さぬき市 | さぬき市 | 志度         | 志度高校北交差点 / 終点                                                                  |
| バイパス                                              |          |          |              |                                                                                          |
| 国道193号 国道492号 重複                              | 高松市   | 高松市   | 鹿角町       | バイパス起点【北緯34度17分48.6秒 東経134度2分3.9秒 / 北緯34.296833度 東経134.034417度】  |
| 香川県道280号高松香川線                               | 高松市   | 高松市   | 太田上町     |                                                                                          |
| 香川県道166号岩崎高松線                               | 高松市   | 高松市   | 多肥上町     |                                                                                          |
| 高松市道                                              | 高松市   | 高松市   | 多肥上町     | 多肥小学校北交差点                                                                       |
| 香川県道43号中徳三谷高松線                            | 高松市   | 高松市   | 林町         | サンメッセ香川前交差点                                                                   |
| 市道林町56号線                                        | 高松市   | 高松市   | 林町         |                                                                                          |
| 香川県道147号太田上町志度線 / 本線                    | 高松市   | 高松市   | 六条町       | バイパス終点【北緯34度17分43.8秒 東経134度4分47.1秒 / 北緯34.295500度 東経134.079750度】 |

### 交差する鉄道
- 高松琴平電気鉄道琴平線 - 本線と交差する踏切の南方に太田駅がある。バイパスとの交差地点では2026年度中に多肥駅が開業予定である。
- 高松琴平電気鉄道長尾線 - 香川県道30号塩江屋島西線との重複区間で交差しており、高田駅が直結している。
- 高徳線

### 沿線
- 香川県立聴覚支援学校
- 高松南警察署
- 高松市立林小学校
- 高松琴平電気鉄道長尾線 高田駅
- 香川大学医学部附属病院

### 峠
起点から
- 武道峠（ぶどうとうげ、高松市前田東町字東畑[注釈 5] - 木田郡三木町大字井上字池上[注釈 6]）
- 峰堂峠（むねんどうとうげ、木田郡三木町大字井上字藤東山田[注釈 7] - さぬき市志度字八丁地[注釈 8]）